# Emilio Treves

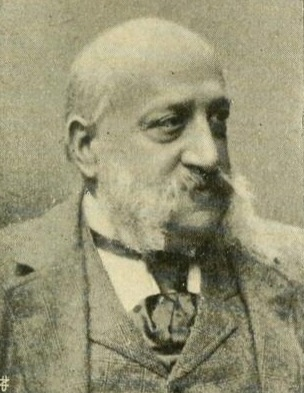
Emilio Treves.

Emilio Treves (Trieste, 31 de diciembre de 1834- Milán, 30 de enero de 1916) fue un editor y periodista italiano.
De ideas revolucionarias, luchó como voluntario en las tropas de Giuseppe Garibaldi. Fundó junto a su hermano Giuseppe la editorial Fratelli Treves Editori, en la que publicaron los más importantes autores italianos de la época, como Luigi Pirandello, Giovanni Verga, Edmondo De Amicis, Grazia Deledda, Ada Negri o Gabriele D'Annunzio. Debido a sus contactos con Francia (había residido en París) también publicó numerosas obras de este país, entre otras las novelas de Julio Verne, autor que se hizo muy popular en Italia. La editorial Treves pasó a denominarse Garzanti cuando fue adquirida por Aldo Garzanti en 1939, cuando las leyes raciales del régimen fascista de Benito Mussolini impidieron a los judíos el ejercicio de actividades industriales.
De Edmonod De Amicis editó varias obras, entre otros su famoso libro de cuentos Corazón; Treves fue quien sugirió este título, pues su autor estaba decidido a llamarlo Los amigos. La publicación de esta obra supuso para la editorial un importantísimo éxito de ventas.
El pintor Vittorio Matteo Corcos retrató a Emilio Treves en una obra alabada por su profundidad psicológica.